# Wapen van paus Benedictus XVI

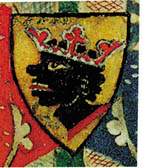
De "Freisinger Mohr" uit 1316

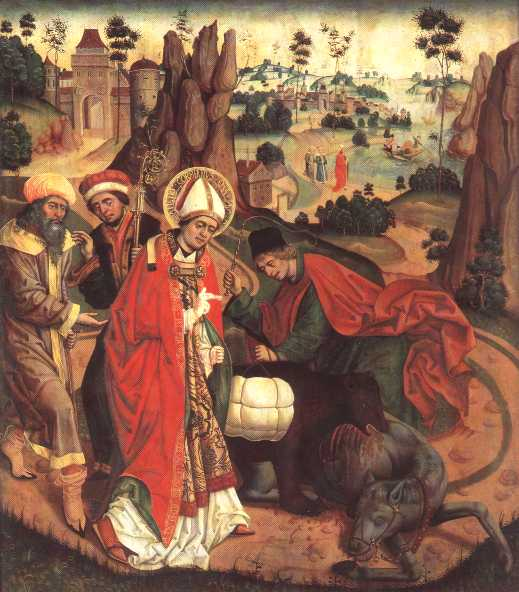
Het "berenwonder" geschilderd door Jan Polack, olieverf op paneel, 1489)

Het Wapen van paus Benedictus XVI werd in 2005 ontworpen door de Italiaanse aartsbisschop Andrea Cordero Lanza di Montezemolo. Het wapen wijkt in twee belangrijke punten af van de tot op dat moment eeuwenlang bestaande traditie van de Kerkelijke heraldiek.
Op het schild staat de morenkop uit het wapen van Freising, De beer van de Heilige Korbinianus en een sint-jakobsschelp. De Pauselijke rang wordt door Mijter en de sleutels van de Heilige-Petrus uitgedrukt. Benedictus gebruikte evenals zijn twee voorgangers de drievoudige pauselijke kroon, tiara genaamd, niet en zag van een kroning af. Benedictus verving als eerste paus de tiara door een mijter.
Het van rode kruisen voorziene pallium is ook nieuw in een pauselijk wapen. Eerdere pausen droegen vanaf de 12e eeuw een pallium maar dat was, net als dat van hun aartsbisschoppen, kort en met zwarte kruizen geborduurd. Benedictus draagt een lang pallium en de rode kruizen zijn daarop versierd met een gouden staf.
- De gekroonde moor van Freising is een van de vele wapenfiguren, negers voorstellende, die in de periode na de kruistochten in de Europese heraldiek en kunst opduiken. De zogenaamde "caput Aethiopis" deed in de Duitse heraldiek zijn intrede met het in 1284 getekende wapenschild van bisschop Emicho wildgraaf van Wittelsbach.

Hier kan een eerste verband met het bisdom Freising worden gelegd want Emicho's oom Konrad was bisschop van Freising. Volgens een legende werd de morenkop tijdens de tweede kruistocht aan Konrads voorganger Otto van Freising als wapenfiguur toegekend. Een dergelijk verhaal kan als legende worden beschouwd want de Europese heraldiek kende in deze periode nog geen vaste, aan families en landen voorbehouden schildfiguren. De these dat de moor een verkeerd begrepen, verkleurde of verkeerd beschreven afbeelding van het hoofd van bisschop Emigo zelf of keizer Rudolf van Habsburg, gekroond om hun waardigheid aan te duiden, heeft aanhangers. Anderen menen dat het om een verwijzing naar een figuur uit de handelingen der apostelen gaat. De apostel Filippus zou een zwarte kamerheer hebben gedoopt.(Ap. 8,26)
In 1316 werd een duidelijk zwart mannenhoofd op een bewaard gebleven boekomslag van bisschop Konrad III van Freising aangebracht. Tot aan de secularisatie van 1803 stond de moor in het wapen van Freising en ook in het wapen van het in 1846 gestichte aartsbisdom Muenchen en Freising komt het wapen voor. Een aantal, maar niet alle, Vorst-bisschoppen van Freising en Aartsbisschoppen van Muenchen en Freising paalden of kwartileerden hun wapen met de morenkop van hun diocese. De in 2005 gekozen Benedictus XVI, van 1977 tot 1982 aartsbisschop van Muenchen en Freising, plaatste de moor in zijn Pauselijk wapen.
- De beer van de Heilige Korbinianus

De Heilige Korbinianus werd rond 675 bij Melun geboren en stierf tussen 724 en 730
in Freising. De missionaris en eerste bisschop van Freising werd door de gelovigen heilig verklaard.
Het "berenwonder" dat een plaats in het pauselijk wapen kreeg was dat een wilde beer in 710 Korbianus' lastdier had gedood en de heilige het dier daarom als penitentie zijn bagage naar Rome liet dragen.
- De Sint-Jakobsschelp

De sint-jakobsschelp is het symbool van de Heilige-Jacobus en een insigne van de pelgrims die het zogenaamde graf van Jocubus de meerdere op het sterrenveld in Santiago de Compostella bezoeken. De paus heeft de schelp om religieuze redenen in zijn wapen geplaatst; hij ziet het leven als een pelgrimstocht. De paus werd geboren op 16 april, de dag waarop men het feest van de Heilige Benedictus Josef Labre (1748-1783) viert, die ook als de "Heilige Pelgrim" bekendstaat. Het symbool van deze heilige is een Jacobsschelp.

## Andere wapens met Moren
Andere Europese wapens waar een of meer Moren in voor komen zijn:
- Wapen van Sardinië
- Wapen van Sicilië